# Helichrysum tenuifolium
Helichrysum tenuifolium là một loài thực vật có hoa trong họ Cúc. Loài này được Killick mô tả khoa học đầu tiên năm 1954.